# Флаг Петровского городского округа
Флаг Петровского городского округа Ставропольского края Российской Федерации — опознавательно-правовой знак, составленный и употребляемый в соответствии с вексиллологическими правилами, служащий одним из официальных символов муниципального образования.
Первоначально был утверждён 29 мая 2009 года как флаг Петровского муниципального района и внесён в Государственный геральдический регистр Российской Федерации с присвоением регистрационного номера 5061.
Законом Ставропольского края от 14 апреля 2017 года № 36-кз, 1 мая 2017 года все муниципальные образования Петровского муниципального района были преобразованы, путём их объединения, в Петровский городской округ.
Решением Совета депутатов Петровского городского округа от 14 декабря 2018 года № 200 флаг Петровского муниципального района был утверждён флагом Петровского городского округа.

## Описание и обоснование символики
Флаг составлен на основании герба Петровского городского округа Ставропольского края и отражает исторические, культурные, социально-экономические, национальные и иные местные традиции.
Описание флага гласит:

Флаг Петровского городского округа представляет собой прямоугольное жёлтое полотнище с соотношением ширины к длине 2:3, полностью воспроизводящее композицию герба в тех же цветах.— Решение Совета депутатов Петровского городского округа от 14 декабря 2018 года № 200
Петровский городской округ располагается в географическом центре Ставропольского края. Золотой картуш (карта) символизирует карту Ставропольского края, а замковый камень символизирует центральное место округа на ней.
На флаге Петровского городского округа указывается наименование округа: геральдическая фигура первого порядка — вытянутый пояс в кладку с замковым камнем в почётном месте отражает значение имени Пётр (в переводе с греч. — «камень»).
Окружным центром является город Светлоград. В состав округа входят двадцать шесть населённых пунктов (ранее — тринадцать муниципальных образований: двенадцать сельских и одно городское). Это отражено на флаге в форме коричневого пояса в кладку, состоящего из двенадцати камней и одного замкового камня в центре.
Золото — олицетворяет Солнце, просвещение, сакральные качества, неподверженность порче, мудрость, стойкость, знатность, честь, превосходство, мужское начало, богатство, совершенство, свет, озарение, гармонию, духовное сокровище, бессмертие.
Лазурь — символизирует истину, интеллект, откровение, мудрость, лояльность, верность, постоянство, непорочность, чистые побуждения, безупречную репутацию, широту души, благоразумие, благочестие, мир, созерцание, цвет терского казачьего войска, богородичный цвет.
Червлень — цвет великомученичества, активный мужской принцип, цвет солярных божеств, активность, суровость, созидательная сила, энергия жизни, победа, успех.
Коричневый — символизирует естественный цвет камня.

## История
Флаг Петровского муниципального района был разработан при участии рабочей группы в составе А. Щедрина (председатель), депутатов В. Савченко, А. Тенькова, В. Зорина и др. Эскиз флага исполнен И. Л. Проститовым.
29 мая 2009 года, рассмотрев предложение рабочей группы по согласованию проектов графического изображения (рисунка) герба Петровского муниципального района и заключение постоянной комиссии Совета Петровского муниципального района Ставропольского края по законодательству, местному самоуправлению и правопорядку, депутаты райсовета приняли решение утвердить положение о флаге муниципального образования и направить его на регистрацию в Геральдический совет при Президенте Российской Федерации. Согласно положению, флаг имел следующее описание:

Флаг Петровского района представляет собой прямоугольное жёлтое полотнище с соотношением ширины к длине 2:3, полностью воспроизводящее композицию герба в тех же цветах.— Решение совета Петровского муниципального района Ставропольского края от 29 мая 2009 № 29
В книге по геральдике Ставропольского края «Символы малой родины» (2019) дано такое обоснование символики герба и флага района:

…вытянутый каменный пояс в кладку с замковым камнем в почётном месте означает имя Петра, которое в переводе с греческого значит «камень». Камень связан с такими понятиями, как крепость и надёжность. Замковый камень в центре призван символизировать Петровский район как прочный и надёжный центр Ставропольского края. Кроме того, пояс, насчитывающий тринадцать камней, символизирует собой двенадцать сельских муниципальных образований района и тринадцатый — центральный замковый камень — центр района, город Светлоград, бывшее село Петровское. Двенадцать камней ассоциируются с двенадцатью Апостолами, среди которых был и Пётр.— Охонько Н. А. Символы малой родины
11 июня 2009 года в районной газете «Петровские вести» были впервые опубликованы изображения герба и флага района вместе с описаниями и экзегезой.
29 июня 2009 года, после прохождения экспертизы в Геральдическом совете при Президенте РФ, флаг Петровского муниципального района был внесён в Государственный геральдический регистр под номером 5061.